# Horn (apparat)
 For alternative betydninger, se Horn. (Se også artikler, som begynder med Horn)
Et elektrisk horn er (som regel) en elektrisk komponent, en buzzer (se evt. relæ), men kan også drives af trykluft fra en (mindre) kompressor. 
Et horn anvendes til at signalere til andre, f.eks. om kommende farer. Et skib er f.eks. udstyret med meget kraftige horn, som kan bruges til at advare andre skibe om en truende kollision. Toge er udstyret med kraftige horn, som kan anvendes, hvis der befinder sig personer på togsporet, hvilket gerne skulle medføre, at de pågældende personer forlader sporet hurtigst muligt.
Mest anvendt er dog bilhorn, som anvendes meget i storbytrafik. I henhold til den danske færdselslov skal bilhornet kun anvendes, hvis det kan afværge en kommende fare – hvilket i praksis betyder, at det meget sjældent må anvendes. Man må f.eks. ikke bruge hornet efter, at man har undgået en fare, f.eks. bremset hårdt op for en fodgænger, der ikke så sig for. Til dagligt bliver bilhornet dog mest brugt til at signalere utilfredshed, f.eks. over hensynsløs kørsel, eller hvis andre trafikanter "står i vejen" for den utilfredse bilist.
Cykler er udstyret med en cykelklokke, der har nøjagtig samme funktion, men er opbygget helt anderledes. 
På damplokomotiver anvendes en fløjte, der drives af damp under tryk.